# Клеменс Сальватор Австрийский
Эрцгерцог Клеменс Сальватор Австрийский (нем. Clemens Salvator von Österreich-Toskana; 6 октября 1904, Вельс, Австро-Венгрия — 20 августа 1974, Зальцбург, Австрия) — представитель тосканской линии Габсбург-Лотарингского дома, эрцгерцог Австрийский, принц Тосканский.

## Биография
Клеменс Сальватор родился 6 октября 1904 года, в Вельсе. Он был младшим сыном Франца Сальватора Австрийского (1866—1939), и Марии Валерии Австрийской (1868—1924). По материнской линии он внук императора Австро-Венгрии Франца Иосифа I, так как его родители четвероюродные брат и сестра.
Клеменс учился в иезуитском колледже Стеллы Матутина в Форарльберге.
2 апреля 1930 года он подал заявление на изменение своей фамилии на «Альтенбург».  В 1931 году предыдущая официальная фамилия Габсбург-Лотринген была изменена с одобрения правительства земли Нижней Австрии. После брака и последующей смены имени эта ветвь семьи официально покинула бывший императорский дом.  Тем не менее, глава Габсбург-Лотарингского дома Отто фон Габсбург утвердил в 1931 году аристократический титул «граф фон Альтенбург». В 1949 году титул был изменён на «принц Альтенбург».
Клеменс Сальватор был кавалером ордена Золотого руна.
Скончался 20 августа 1974 года, в возрасте 69 лет. Он похоронен на кладбище Айген.

## Брак и дети
20 февраля 1930 года он женился на Елизавете Рессегье де Миремон (1906—2000), дочери Фридриха Рессегье де Миремон и графини Кристианы фон Волькенштейн-Тростбург.  Брак был признан морганатическим. У пары родилось 9 детей:
- Валерия Альтенбург (род. 16 января 1931), в 1959 году вышла замуж за графа Марио фон Ледебур-Вихельн (1931—2020). У них родилось пять дочерей и один сын.
- Клеменс Альтенбург (8 февраля 1932 — 19 мая 2022), в 1964 году женился на Лоуренсе Коста де Борегар (род. 1942). В браке родились сын и дочь.
- Георг Альтенбург (род. 23 сентября 1933), в 1963 году женился на Марии Розвите Викл (род. 1941). У них родились двое сыновей и одна дочь.
- Петер Альтенбург (18 сентября 1935 — 9 декабря 2008), в 1965 году женился на графине Юлиане фон Вальдштейн-Форни (род. 1940). У них родилось два сына и три дочери. Его сын Леопольд (род. 1971), известный австрийский актёр.
- Кристоф Альтенбург (28 апреля 1937 — 11 августа 2008), в 1970 году женился на Кирсти Маккей (род. 1946). Имел двух дочерей и сына.
- Елизавета Альтенбург (род. 11 декабря 1938), не замужем. Детей не имеет.
- Франц-Иосиф Альтенбург (15 марта 1941 — 18 августа 2021), в 1969 году женился на баронессе Кристе фон Хердтль (род. 1945). У них родились три дочери и один сын.
- Николаус Альтенбург (22 мая 1942 — 10 мая 2021), в 1973 году женился на Сюзанне Робинов (род. 1946). Супруги развелись в 2000 году. В 2005 году снова женился на Бриджит фон Вехетер (род. 1956). Имел сына и дочь от первого брака.
- Иоганнес Альтенбург (род. 21 января 1949), в 1978 году женился на Евгении Фундулус (род. 1953). У них родились три дочери и один сын.